# USS LST-181
O USS LST-181 foi um navio de guerra norte-americano da classe LST que operou durante a Segunda Guerra Mundial.